# Benito Fernández Alonso
Benito Fernández Alonso (Entrimo, Orense, 28 de octubre de 1848-Orense, 9 de mayo de 1922) fue un escritor e intelectual natural de Galicia (España).

## Biografía
Nació en el lugar de Asperelo Galez del municipio de Entrimo (Orense) el 28 de octubre de 1848, hijo de Antonio Fernández Valdivia y Luisa Alonso.
Estudió en el seminario conciliar de Orense desde 1862 a 1867 un año de humanidades, tres de filosofía y dos de griego.
Erudito para su tiempo investigador, historiador, político, escritor, comerciante, articulista y cronista de la ciudad de Orense. Fue miembro de la Real Academia de Bellas Artes y Ciencias Históricas de Toledo y de la Real Academia de las Buenas Letras de Barcelona, así como fundador de la Real Academia Galega
Dejó la carrera sacerdotal para ejercer de profesor en San Paio de Araujo solo un año, y posteriormente abrió una tienda de paños en la plaza mayor de Orense. Allí conoció a los intelectuales de la época con quien se relacionó y colaboró hasta el punto de formar parte del grupo de Marcelo Macías de redactores del Boletín de la Comisión Provincial de Monumentos de Orense.

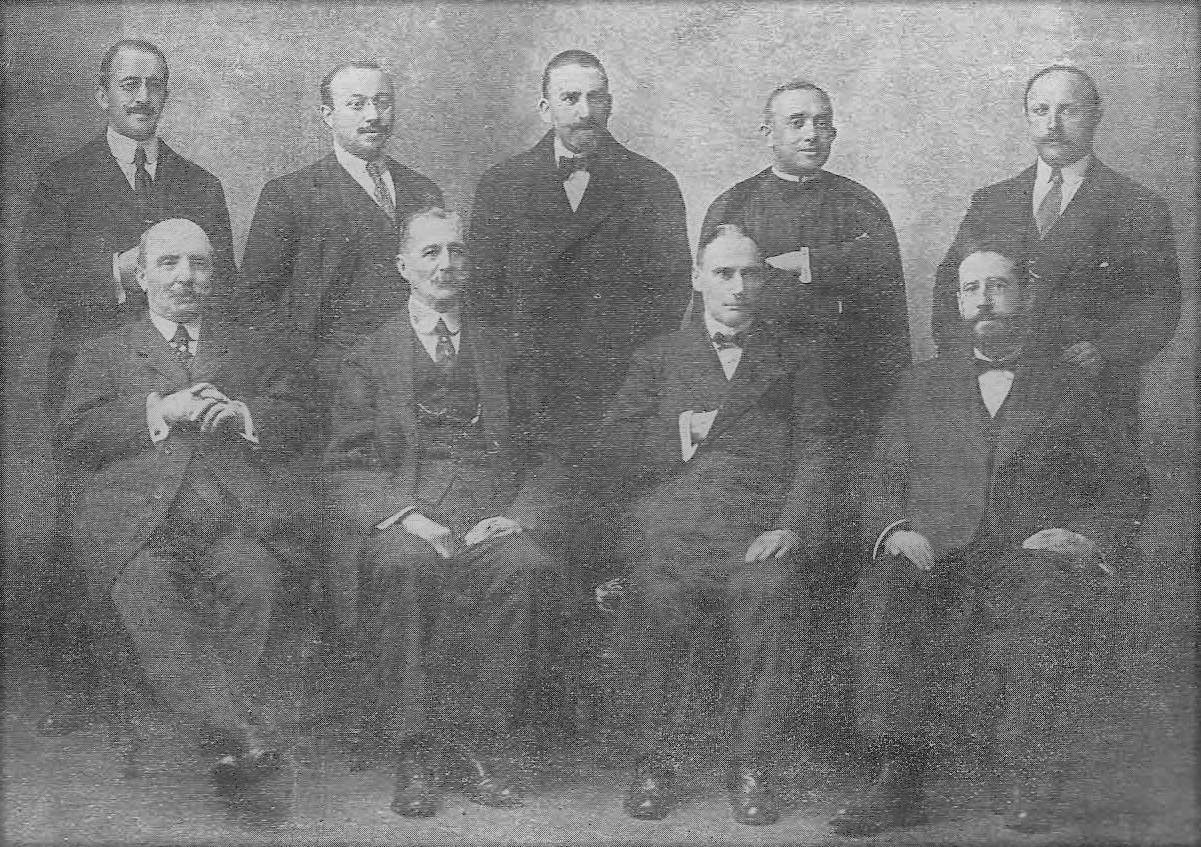
En un homenaje a Marcelo Macías en 1917, de pie (de ezq. a der.): Losada Diéguez, José Osorio Martínez, Julio A. Cuevillas, Emilio Vázquez Pardo y Jesús Soria. Sentados: Manuel Cambón Fraga, Antonio Gaite Lloves, Benito Fernández y Emilio Amor.

Como político fue concejal del Ayuntamiento de Orense en 1890, diputado provincial de Orense por el distrito del Barco-Viana en 1904, presidente de la asociación de la prensa orensana 1918.

## Obras
Como escritor su producción bibliográfica es reducida ya que colaboró más como articulista que escritor, sus obras:
- El río Limia y sus contornos. Imprenta de la propaganda gallega, Orense 1879, 96 páginas.
- Armas de Orense, Imprenta de Antonio Otero, Orense 1891, 72 páginas.
- Guerra Hispano-Lusitana, Imprenta de Antonio Otero, Orense 1893, 145 páginas
- El pontificado Gallego. Crónica de los obispos de Orense. Imprenta El Derecho, Orense 1897, 649 páginas.
- Los judíos en Orense, Imprenta de Antonio Otero, Orense 1904, 46 páginas.
- Orensanos Ilustres, Diputación Provincial de Orense 1916, 215 páginas